# Tribunal d'Arbitratge de l'Esport
El Tribunal d'Arbitratge de l'esport (TAS) (en anglès: Court of Arbitration for Sport i en francès: Tribunal Arbitral du Sport) és un organisme arbitral independent creat per a resoldre els conflictes entre organitzacions esportives amb l'objectiu de fer-ho d'acord amb el punt de vista esportiu i jurídic.
El Comitè Olímpic Internacional en va proposar la creació l'any 1981 i es va portar a la pràctica durant els Jocs Olímpics de l'any 1984 amb la intenció de tenir un organisme de resolgués els conflictes jurídico-esportius que s'hi poguessin produir. La seu central és a Lausana i hi ha dues subseus a Nova York i Sydney. Durant la celebració dels Jocs Olímpics, en cas que sigui necessari, també es pot crear una seu amb un jurat a la ciutat on se celebren. Si hi ha una disputa, només es pot portar un cas al TAS si ambdues parts hi estan d'acord. Actualment, totes les federacions que forment part del COI i molts Comitès Olímpics Nacionals han reconegut la jurisdicció del TAS i han inclòs en els seus estatuts una clàusula en què s'accepta el seu arbitratge.
Hi ha quatre procediments establerts: l'arbitratge ordinari, l'arbitratge d'apel·lació, el consultiu i la mediació. El TAS compta amb 150 àrbitres de 55 països diferents, escollits pel seu coneixement del dret esportiu. Un dels casos destacables que ha tractat és l'anomenat cas Fresno.
El TAS arbitra sobretot dos tipus de conflictes: contractuals (relacions entre esportistes, patrocinadors, clubs i agències, responsabilitat civil, etc.) i disciplinaris (la major part dels quals en relació amb el dopatge).

## Jurisdicció i recursos
En termes generals, una controvèrsia només es pot sotmetre al CAS si un acord d'arbitratge entre les parts especifica el recurs al CAS. No obstant això, segons la regla 61 de la Carta Olímpica, totes les disputes relacionades amb els Jocs Olímpics només es poden sotmetre al CAS, i totes les federacions internacionals olímpiques (IF) han reconegut la jurisdicció del CAS en alguns casos.
Mitjançant el compliment del Codi Mundial Antidopatge de 2009, tots els signants, incloses totes les federacions internacionals olímpiques i els Comitès Olímpics Nacionals, han reconegut la jurisdicció del CAS per a les infraccions de les normes antidopatge. A partir del 2016, una divisió antidopatge de jutges del CAS, especialitzada en casos de dopatge als Jocs Olímpics, va substituir la comissió disciplinària del COI. Aquestes decisions es poden apel·lar davant el tribunal ad hoc del TAS a la ciutat amfitriona olímpica o, si el tribunal ad hoc ja no està disponible, davant el TAS permanent. La divisió antidopatge inaugural de les Olimpíades de Río de 2016 va gestionar vuit casos, dels quals set eren casos de dopatge dins de la seva jurisdicció.
Com a organització d'arbitratge suïssa, les decisions del CAS es poden recórrer davant el Tribunal Suprem Federal de Suïssa. Els recursos de les decisions arbitrals generalment no prosperen i no es fa cap avaluació dels mèrits, sinó que l'avaluació es basa principalment en si s'han complert els requisits procedimentals i si el laude és incompatible amb l'ordre públic. Al març del 2012 hi havia hagut set apel·lacions amb èxit. Sis dels recursos estimats eren de caràcter processal. Només una vegada el Tribunal Suprem federal havia anul·lat una decisió del TAS sobre el fons del cas, en el cas de Matuzalém, un futbolista brasiler. Les decisions del TAS poden ser objecte d'un recurs addicional davant el Tribunal Europeu de Drets Humans.
La patinadora alemanya Claudia Pechstein, que no va tenir èxit en intentar anul·lar una suspensió relacionada amb el dopatge en el seu cas, va apel·lar al Tribunal Suprem Federal Alemany, que, tanmateix, va fallar en contra ella, reconeixent la falta de jurisdicció per revisar el seu cas. El Tribunal Federal va decidir que el CAS complia els requisits d'un tribunal d'arbitratge segons la llei alemanya i que la independència del CAS de les parts estava assegurada pel mètode de selecció dels àrbitres i la possibilitat d'apel·lar davant el Tribunal Federal Suís. No obstant això, aquesta decisió va ser al seu torn anul·lada pel Tribunal Constitucional d'Alemanya, que va ordenar un nou judici que el juny del 2022 encara estava pendent.

## Història
Amb la barreja d'esports i política, l'organisme va ser concebut originalment pel president del Comitè Olímpic Internacional (COI), Juan Antonio Samaranch, per fer front a les disputes sorgides durant els Jocs Olímpics. Es va incloure dins l'estructura del COI el 1984.
El 1992, el cas Gundel contra La Fédération Equestre Internationale va ser decidit pel TAS, i després va apel·lar al Tribunal Suprem Federal de Suïssa, impugnant la imparcialitat del TAS. El tribunal suís va decidir que el TAS era un veritable tribunal d'⁣arbitratge, però va cridar l'atenció sobre els nombrosos vincles entre el TAS i el COI.
Com a resposta, el CAS va fer reformes per guanyar independència vers el COI, tant en l'àmbit organitzatiu com econòmic. El canvi més significatiu derivat d'aquesta reforma va ser la creació d'un "Consell Internacional d'Arbitratge de l'Esport" (ICAS) per vetllar pel funcionament i el finançament del CAS, substituint així el COI. A la dècada del 2000 els casos més freqüents considerats pel CAS tractaven de disputes de trasllats dins del futbol d'associació professional o amb dopatge.
El Tribunal d'Arbitratge de l'Esport el 2016 tenia previst traslladar la seva seu del castell de Béthusy a la part sud del Palau de Beaulieu (tots dos a Lausana).

## Junta
L'abril del 2024 els membres de la junta eren aquests:
| Designació                                          | Nom                                 |
| --------------------------------------------------- | ----------------------------------- |
| President ICAS/CAS                                  | John Coates (Austràlia)             |
| Vicepresidents de l'ICAS                            | Michael B. Lenard (USA)             |
| Vicepresidents de l'ICAS                            | Elisabeth Steiner (Àustria)         |
| Vicepresidents de l'ICAS                            | Antonio Fernández Arimany (Espanya) |
| President de la Divisió Ordinària CAS               | Carole Malinvaud (França)           |
| President de la Divisió d'Arbitratge d'Apel·lacions | Corinne Schmidhauser OLY (Suïssa)   |
| Secretari del CAS                                   | Matthieu Reeb (Suïssa)              |

## Membres
Els membres que en formen part del 2023 al 2026 són els següents:
| Name                     | Country         |
| ------------------------ | --------------- |
| Abdullah Al Hayyan       | Kuwait          |
| Antonio Arimany          | Espanya         |
| John D. Coates AC        | Austràlia       |
| Ivo Eusebio              | Suïssa          |
| Louis Everard            | Països Baixos   |
| Emilio Garcia Silvero    | Espanya         |
| Dyalá Jiménez            | Costa Rica      |
| Silja Kanerva OLY        | Finlàndia       |
| Michael B. Lenard OLY    | Estats Units    |
| Carole Malinvaud         | França          |
| Dariusz Mioduski         | Polònia         |
| Yvonne Mokgoro           | Sud-àfrica      |
| Giulio Napolitano        | Itàlia          |
| Ellen Gracie Northfleet  | Brasil          |
| Kevin Plumb              | Regne Unit      |
| Mikael Rentsch           | Suècia/ Suïssa  |
| David W. Rivkin          | Estats Units    |
| Corinne Schmidhauser OLY | Suïssa          |
| Tricia C.M. Smith OLY    | Canadà          |
| Nicola Spirig            | Suïssa          |
| Elisabeth Steiner        | Àustria         |
| Hanqin Xue               | R.P. de la Xina |

## Alguns casos

### Dopatge
El març de 2011, CAS va decidir el seu primer cas sobre passaports biològics d'esportistes (ABP) quan va suspendre durant dos anys dos ciclistes italians, Franco Pellizotti i Pietro Caucchioli, basant-se en proves dels seus perfils sanguinis.
Abans d'això, el cas de la patinadora Claudia Pechstein s'havia decidit (2009/A/1912 i 1913) per motius similars. Escrivint al Butlletí CAS 2011/2 sobre la institució del programa ABP, l'advocada del CAS, Despina Mavromati, va diferenciar els dos tipus de casos.
L'any 2001, el tribunal va decidir el cas Andreea Răducan contra el Comitè Olímpic Internacional . Aquest va ser un cas antidopatge controvertit, on era bastant clar que l'atleta havia rebut pastilles per curar-se de la grip per part del seu metge. Això va donar lloc a una prova d'orina positiva.
El tribunal ad hoc dels Jocs Olímpics de 2016 havia registrat 18 casos el 3 d'agost, superant el rècord dos dies abans de la cerimònia d'obertura. 11 dels casos estaven relacionats amb les diverses prohibicions d'atletes russos relacionades amb les denúncies de dopatge patrocinat per l'estat documentades a l'informe McLaren. Al final dels Jocs, el nombre total de casos era de 28, 16 dels quals estaven relacionats amb l'elegibilitat dels atletes russos.

### Altres casos
El juliol de 2015, en un cas relacionat amb la verificació del sexe en l'esport, el CAS va emetre un laude arbitral provisional que suspenia la normativa utilitzada per la IAAF per determinar si els atletes amb hiperandrogenisme eren elegibles per competir en atletisme femení professional. La normativa deia que els atletes amb nivells de testosterona superiors a 10 A nmol/L no se'ls permetia competir a la categoria femenina. Les regulacions van ser impugnades pel velocista indi Dutee Chand. El panell va ordenar a la IAAF que arxivar proves científiques sobre la connexió entre el rendiment esportiu i els nivells elevats de testosterona en els dos anys següents a l'emissió del premi provisional. Aquest termini va ser ampliat en dos mesos pel TAS després d'un acord entre les parts. El gener de 2018, el CAS va suspendre el cas durant sis mesos, demanant a la IAAF que aclarís si tenia la intenció de substituir les regulacions en disputa per noves regles que no afectarien els esdeveniments de Chand. Si la IAAF modifiqués les seves regles, el cas finalitzaria. La normativa original roman suspesa. El 2019, el CAS va mantenir les noves regulacions de la IAAF sobre atletes intersexuals, que exigeixen que els atletes amb determinades condicions intersexuals específiques redueixin la seva testosterona per poder participar en determinades competicions femenines.
El tribunal va decidir l'any 2006 que Gibraltar tenia motius vàlids per a la seva sol·licitud per unir-se a la UEFA, obligant l'organització a lliurar-li la condició de membre provisional. En el següent Congrés de la UEFA, però, Gibraltar va ser rebutjat de manera aclaparadora en una votació a causa del lobby d'Espanya, desafiant la sentència del TAS. Posteriorment, Gibraltar es va convertir en membre de la UEFA el 2013. El maig de 2016, el CAS va acceptar parcialment l'apel·lació de Gibraltar contra una decisió de la FIFA que denegava l'adhesió. El tribunal no va concedir l'adhesió a la FIFA, però va dictaminar que la FIFA hauria de concedir una afiliació plena com més aviat millor. Gibraltar va ser membre del Congrés de la FIFA celebrat a finals del mateix mes.
El 2010, l'Associació Irlandesa de Futbol (IFA) (l'associació d'Irlanda del Nord ) va portar el seu cas al CAS després que la FIFA no impedís que l'Associació de Futbol d'Irlanda (FAI) (l'associació de la República d'Irlanda) escollissin persones nascudes a Irlanda del Nord, jugadors que no tenien vincle de sang amb la República. El CAS va donar la raó a la FAI i a la FIFA en confirmar que estaven aplicant correctament la normativa.
El febrer de 2020, el Manchester City va presentar un recurs al CAS contra la decisió de la UEFA de prohibir el club de les competicions europees durant dos anys i de multar-lo amb 30.000.000 d'euros per presumptes incompliments de les normes de llicència de clubs i de Fair Play financer. La prohibició va ser anul·lada pel CAS el 13 de juliol de 2020 després que el tribunal decidís que el club "no va dissimular el finançament de capital com a contribucions de patrocini". No obstant això, el club va ser multat amb 10 milions d'euros per no cooperar amb la sala d'investigació de la UEFA en primera instància, per haver infringit el Reglament de llicències de clubs de la UEFA.
El 2015, la UEFA va prohibir al seu expresident Michel Platini les activitats relacionades amb el futbol durant sis anys. El CAS va reduir la prohibició a quatre anys. Les apel·lacions de Platini davant els tribunals suïssos i el Tribunal Europeu de Drets Humans no van tenir èxit.